# Copa dos Campeões da CONCACAF
A Copa dos Campeões da CONCACAF (português brasileiro) ou Taça dos Campeões da CONCACAF (português europeu) (em inglês: CONCACAF Champions Cup), é uma competição anual de clubes de futebol em nível continental, organizada pela Confederação de Futebol da América do Norte, Central e Caribe (CONCACAF) e disputada por clubes da América do Norte, América Central e do Caribe. O vencedor da Copa dos Campeões da CONCACAF se qualifica automaticamente para a Copa Intercontinental da FIFA e no Mundial de Clubes FIFA. O torneio já foi conhecido como Liga dos Campeões da CONCACAF entre 2008 e 2023.
A competição foi conquistada por 30 clubes diferentes, dos quais 13 ganharam mais de uma vez. Os clubes mexicanos acumularam o maior número de vitórias (40 vitórias), seguido da Costa Rica com 7 vitórias. O América e o Cruz Azul são os  clubes mais bem sucedidos da história da competição, tendo ganho o torneio 7 vezes. A única equipe tricampeã consecutiva desde que a competição adotou o molde atual foi o Monterrey, equipe mexicana com mais títulos no formato atual desde a temporada 2008–09. Assim, eles se tornaram a primeira equipe na história da Copa dos Campeões da CONCACAF a defender o seu título com sucesso.

## História
O formato atual abriga vinte e quatro equipes competindo - nove da Zona da América do Norte (quatro do México, quatro dos Estados Unidos e um do Canadá), doze da Zona da América Central e três da Zona do Caribe. Desde 2000 e de maneira anual a partir de 2005, o campeão da competição ganha uma vaga na Copa do Mundo de Clubes da FIFA, dando aos clubes um maior incentivo à participação maciça, além de maior interesse dos torcedores.
Em novembro de 2006, o Comitê Executivo da CONCACAF decidiu colocar em prática uma proposta do Secretariado da CONCACAF em tornar a Copa dos Campeões da CONCACAF num torneio de maior porte estilo a Liga dos Campeões da UEFA. O formato antigo seria usado até o primeiro semestre de 2008. O novo e expandido torneio terá início em agosto de 2008 com término em maio de 2009. A configuração envolve inicialmente 24 equipes, que numa fase preliminar alguns destes seriam eliminados, de modo que sobrassem apenas 16 equipes, que seriam separadas em quatro grupos com quatro times cada. Depois da fase de grupos, o torneio seria eliminatório. Em 2017 o torneio passou a contar apenas com 16 clubes. Para 2024 o torneio sofre uma expansão, passando a contar com 27 equipes participantes.

## Formato
Um total de 27 times participam do torneio: dezoito da América do Norte (de três associações), seis da América Central (via Copa Centro-Americana da CONCACAF), e três do Caribe (via Copa Caribenha da Concacaf).
As vagas são definidas da seguinte maneira:
| Associação                  | Método de Qualificação |
| América do Norte (18 times) | América do Norte (18 times) |
| --------------------------- | --- |
| México 6 vagas              | - Campeão do Torneio Apertura do Campeonato Mexicano |
| México 6 vagas              | - Campeão do Torneio Clausura do Campeonato Mexicano |
| México 6 vagas              | - Vice-campeão do Torneio Apertura do Campeonato Mexicano |
| México 6 vagas              | - Vice-campeão do Torneio Clausura do Campeonato Mexicano |
| México 6 vagas              | - Melhor colocado na tabela geral do Campeonato Mexicano não finalista de um dos torneios |
| México 6 vagas              | - Melhor segundo colocado na tabela geral do Campeonato Mexicano não finalista de um dos torneios |
| Estados Unidos 6 vagas      | - Campeão do Campeonato Estadunidense (vencedor da MLS Cup, ultimo jogo da fase eliminatória, chamada de playoffs em inglês, disputada por um representante da Conferência Oeste e outro da Conferência Leste) |
| Estados Unidos 6 vagas      | - Ganhador da MLS Supporters' Shield, troféu dado ao clube com a melhor pontuação geral na primeira fase do Campeonato Estadunidense                                                                           |
| Estados Unidos 6 vagas      | - Clube com a melhor pontuação geral na primeira fase do Campeonato Estadunidense, mas que não pertence a mesma Conferência do ganhador da MLS Supporters' Shield                                              |
| Estados Unidos 6 vagas      | - Melhor colocado na tabela geral da MLS não-lider de sua conferência |
| Estados Unidos 6 vagas      | - Melhor segundo colocado na tabela geral da MLS não-lider de sua conferência |
| Estados Unidos 6 vagas      | - Campeão da Copa dos Estados Unidos |
| Canadá 3 vagas              | - Campeão do Campeonato Canadense |
| Canadá 3 vagas              | - Campeão da Canadian Premier League |
| Canadá 3 vagas              | - Vice-campeão da Canadian Premier League |
| Leagues Cup3 times          | - Campeão, vice-campeão e terceiro colocado da Copa das Ligas disputada entre a MLS e a Liga MX |
|                             | América Central (6 times) |
| UNCAF 6 times               | - Campeão, vice-campeão e semifinalistas na Copa Centro-Americana da CONCACAF |
| UNCAF 6 times               | - Dois eliminados nas quartas de final da Copa Centro-Americana da CONCACAF por meio de um play-in |
| Caribe (3 times)            | |
| CFU 3 times                 | - Campeão, vice-campeão e terceiro colocado na Copa Caribenha da CONCACAF |

## Patrocínio
A Liga dos Campeões da CONCACAF tem três patrocinadores corporativos: Scotiabank (patrocinador master da Liga dos Campeões desde 2014-2015), Nike e Qatar Airways. Os nomes dos patrocinadores aparecem nos quadros ao redor do perímetro do campo e nos quadros para entrevistas pré-jogo e pós-jogo e coletivas de imprensa. A Nike também é a fornecedora oficial de bolas de jogo e uniformes de árbitros.

## Campeões
Legenda
 Campeão invicto.

### Títulos por clube
| Pos. | Clube                      | Títulos | Vice-campeão | Temporada                                      | Vice-campeonato              |
| ---- | -------------------------- | ------- | ------------ | ---------------------------------------------- | ---------------------------- |
| 1    | Cruz Azul                  | 7       | 2            | 1969, 1970, 1971, 1996, 1997, 2013–14, 2025    | 2008–09, 2009–10             |
| 2    | América                    | 7       | 1            | 1977, 1987, 1990, 1992, 2006, 2014–15, 2015–16 | 2021                         |
| 3    | Pachuca                    | 6       | 0            | 2002, 2007, 2008, 2009–10, 2016–17, 2024       |                              |
| 4    | Monterrey                  | 5       | 0            | 2010–11, 2011–12, 2012–13, 2019, 2021          |                              |
| 5    | Saprissa                   | 3       | 2            | 1993, 1995, 2005                               | 2004, 2008                   |
| 5    | Pumas UNAM                 | 3       | 2            | 1980, 1982, 1989                               | 2005, 2022                   |
| 7    | Transvaal                  | 2       | 3            | 1973, 1981                                     | 1974, 1975, 1986             |
| 7    | Toluca                     | 2       | 3            | 1968, 2003                                     | 1998, 2006, 2013–14          |
| 7    | Alajuelense                | 2       | 3            | 1986, 2004                                     | 1971, 1992, 1999             |
| 10   | Guadalajara                | 2       | 2            | 1962, 2018                                     | 1963, 2007                   |
| 10   | Defence Force              | 2       | 2            | 1978, 1985                                     | 1987, 1988                   |
| 10   | Olimpia                    | 2       | 2            | 1972, 1988                                     | 1985, 2000                   |
| 13   | Atlante                    | 2       | 1            | 1983, 2008–09                                  | 1994                         |
| 14   | Tigres UANL                | 1       | 3            | 2020                                           | 2015–16, 2016–17, 2019       |
| 15   | Comunicaciones             | 1       | 2            | 1978                                           | 1962, 1969                   |
| 16   | Municipal                  | 1       | 1            | 1974                                           | 1995                         |
| 16   | Necaxa                     | 1       | 1            | 1999                                           | 1996                         |
| 16   | León                       | 1       | 1            | 2023                                           | 1993                         |
| 16   | Los Angeles Galaxy         | 1       | 1            | 2000                                           | 1997                         |
| 19   | RC Haiten                  | 1       | 0            | 1963                                           |                              |
| 19   | Alianza                    | 1       | 0            | 1967                                           |                              |
| 19   | Atlético Español           | 1       | 0            | 1975                                           |                              |
| 19   | Aguila                     | 1       | 0            | 1976                                           |                              |
| 19   | Universidad de Guadalajara | 1       | 0            | 1978                                           |                              |
| 19   | FAS                        | 1       | 0            | 1979                                           |                              |
| 19   | Violette                   | 1       | 0            | 1984                                           |                              |
| 19   | Puebla                     | 1       | 0            | 1991                                           |                              |
| 19   | Cartaginés                 | 1       | 0            | 1994                                           |                              |
| 19   | D.C. United                | 1       | 0            | 1998                                           |                              |
| 19   | Seattle Sounders           | 1       | 0            | 2022                                           |                              |
| 29   | Robinhood                  | 0       | 5            |                                                | 1972, 1976, 1977, 1982, 1983 |
| 30   | Jong Colombia              | 0       | 2            |                                                | 1967, 1979                   |
| 30   | Pinar del Río              | 0       | 2            |                                                | 1989, 1990                   |
| 30   | Morelia                    | 0       | 2            |                                                | 2002, 2003                   |
| 30   | Los Angeles FC             | 0       | 2            |                                                | 2020, 2023                   |
| 30   | Santos Laguna              | 0       | 2            |                                                | 2011–12, 2012–13             |
| 34   | Universidad                | 0       | 1            |                                                | 1980                         |
| 34   | Atlético Marte             | 0       | 1            |                                                | 1981                         |
| 34   | Police                     | 0       | 1            |                                                | 1991                         |
| 34   | Real Salt Lake             | 0       | 1            |                                                | 2010–11                      |
| 34   | Montreal Impact            | 0       | 1            |                                                | 2014-15                      |
| 34   | Toronto FC                 | 0       | 1            |                                                | 2018                         |
| 34   | Columbus Crew              | 0       | 1            |                                                | 2024                         |
| 34   | Vancouver Whitecaps        | 0       | 1            |                                                | 2025                         |

### Títulos por país
| Rank | País              | Títulos | Vice-campeão | Campeões | Vice-campeões |
| ---- | ----------------- | ------- | ------------ | --- | --- |
| 1    | México            | 40      | 20           | América (7), Cruz Azul (7), Pachuca (6), Monterrey (5), Pumas UNAM (3), Atlante (2), Toluca (2), Guadalajara (2), Español (1), Necaxa (1), Puebla (1), Tigres UANL (1), Universidad de Guadalajara (1), León (1) | Toluca (3), Tigres UANL (3), Cruz Azul (2), Guadalajara (2), Monarcas Morelia (2), Santos Laguna (2), Pumas UNAM (2), Atlante (1), León (1), Necaxa (1), América (1) |
| 2    | Costa Rica        | 6       | 5            | Deportivo Saprissa (3), Alajuelense (2), Cartaginés (1) | Alajuelense (3), Deportivo Saprissa (2) |
| 3    | Estados Unidos    | 3       | 5            | D.C. United (1), Los Angeles Galaxy (1), Seattle Sounders (1) | Los Angeles FC (2), Los Angeles Galaxy (1), Real Salt Lake (1), Columbus Crew (1)                                                                                    |
| 4    | El Salvador       | 3       | 1            | Águila (1), Alianza (1), FAS (1) | Atlético Marte (1) |
| 5    | Suriname          | 2       | 8            | Transvaal (2) | Robinhood (5), Transvaal (3) |
| 6    | Guatemala         | 2       | 3            | Comunicaciones (1), Municipal (1) | Comunicaciones (2), Municipal (1) |
| 6    | Honduras          | 2       | 3            | Olimpia (2) | Olimpia (2), Universidad (1) |
| 6    | Trindade e Tobago | 2       | 3            | Defence Force (2) | Defence Force (2), Police (1) |
| 9    | Haiti             | 2       | 0            | RC Haiten (1), Violette (1) | |
| 10   | Canadá            | 0       | 3            | | Montreal Impact (1), Toronto (1), Vancouver Whitecaps (1) |
| 11   | Cuba              | 0       | 2            | | Pinar del Río (2) |
| 11   | Curaçau           | 0       | 2            | | Jong Colombia (2) |

### Champions League

#### Campeões
| Rank | Clube            | Títulos | Vices | Temporada                       | Vices                  |
| ---- | ---------------- | ------- | ----- | ------------------------------- | ---------------------- |
| 1    | Monterrey        | 4       | 0     | 2010–11, 2011–12, 2012–13, 2019 |                        |
| 2    | América          | 2       | 1     | 2014–15, 2015–16                | 2021                   |
| 3    | Pachuca          | 2       | 0     | 2009–10, 2016–17                |                        |
| 4    | Tigres UANL      | 1       | 3     | 2020                            | 2015–16, 2016–17, 2019 |
| 5    | Cruz Azul        | 1       | 2     | 2013–14                         | 2008–09, 2009–10       |
| 6    | Atlante          | 1       | 0     | 2008–09                         |                        |
| 6    | Guadalajara      | 1       | 0     | 2018                            |                        |
| 6    | Seattle Sounders | 1       | 0     | 2022                            |                        |
| 6    | León             | 1       | 0     | 2023                            |                        |
| 9    | Santos Laguna    | 0       | 2     |                                 | 2011-12, 2012–13       |
| 9    | Los Angeles FC   | 0       | 2     | 2020, 2023                      |                        |
| 10   | Real Salt Lake   | 0       | 1     |                                 | 2010–11                |
| 10   | Toluca           | 0       | 1     | 2013–14                         |                        |
| 10   | Montreal Impact  | 0       | 1     | 2014–15                         |                        |
| 10   | Toronto FC       | 0       | 1     | 2018                            |                        |